# 源河川
源河川（げんかがわ、じんかがー）は、沖縄島北部の名護市源河地区内を流れる二級河川である。源河走川（じんかはいかー）、源河大川 とも呼ばれる。

## 地理・生物
名護市北部にある一ッ岳の北東に広がる大湿帯（オーシッタイ）付近に発し、蛇行しながらおおむね北西から北へ流れ、中流にある「源河節の碑」付近で北東に向きを変えて下流部で桃原川、福地川を合流し源河集落を抜けて東シナ海に注ぐ。名護市内最大の河川である。
アオバラヨシノボリ、ナガノゴリ、アヤヨシノボリ、タイワンキンギョ、タウナギ、リュウキュウアユなどが生息する。下流部は汽水域となっておりボラ、ハゼ、フナなどが見られる。

## 利水
河口から1.5キロメートルの桃原川合流点直上付近に取水堰があり、沖縄県企業局が1日あたり1,440立方メートルの上水道用水を取り入れている。この他に農業用水や工業用水も取水されている。取水堰から上流5キロメートルに砂防堰堤がある。リュウキュウアユなどの遡上を促すため、1993年（平成5年）、取水堰と砂防ダムに魚道が追加されている。

## 歴史
古くから清流として知られ、源河節（平敷節）に「源河走川や潮か湯か水か、源河みやらべたがおすでどころ」と歌われる。河口部はかつて「ギンカンナト」と呼ばれる港湾として使われていた。
リュウキュウアユはかつて普通にみられ、1930年（昭和5年）に養殖する計画が進められたが第二次世界大戦のため中断された。沖縄戦後の乱獲や流域の開発による赤土流入、畜産施設の排水流入などのため、源河川を始めとする沖縄島のアユは1980年前後に絶滅した。1985年（昭和60年）頃から河川を再生させる市民運動が始まり、翌1986年3月28日、「源河川にアユを呼び戻す会」が設立された。1991年（平成3年）、河畔にリュウキュウアユ種苗センターがつくられ、翌1992年7月8日に稚魚が放流された。その後の調査においてリュウキュウアユの遡上が観察され、定着しつつあることが確認された。